# Albert I van Namen
Albert I (973/81 — kort voor 1011) was omstreeks 973 graaf van Namen.
Hij was de zoon van een comes Robrecht I van Namen (ca. 925 - 974/981) en Ermengarde van Lotharingen; Robert, op zijn beurt, was door zijn moeder (de erfgename van de Lommegouw) een kleindochter Reinier van Henegouwen van het Huis der Reiniers, Ermengarde een dochter van graaf Odo van Verdun, hertog van Lotharingen.
Hij trouwde in 990 met de Karolingische Adelheid (gestorven na 1012), een dochter van hertog Karel van Neder-Lotharingen, die sinds 987 de Franse troonpretendent was, en in 991 door Hugo Capet werd gevangengenomen en tot aan zijn dood in Orléans bleef opgesloten.
Albert en Adelheid hadden minstens twee kinderen:
- Robrecht II (1013-1018 - vóór 1031), graaf van Namen;
- Albert II (1031-1062 - 1063/1064), voogd van Andenne, in 1047 stichter van het klooster van Saint-Aubin in Namen; ∞ Regelindis van Lotharingen, in 1067 laatst geattesteerd, dochter van hertog Gozelo I van Lotharingen.

Er is echter twijfel over aan hen toegeschreven dochters, aangezien er twee verschillende versies zijn te vinden in deze bronnen:
Zo vermeldt de Genealogia ex Stirpe Sancti Arnulfi de volgende dochters:
- Hadewide of Hadewig
- Emma van Loon

Terwijl er in de Vita Arnulfi Episcopi Suessioniensis de volgende namen zijn te vinden:
- Liutgard, moeder van Emmo, graaf van Loon, en Otto II van Duras
- Goda
- Ermengarde